# Персона ґрата
Персо́на ґра́та (лат. persona grata — «бажана персона») — дипломатичний термін. Належить до призначеного представника держави в ранзі посла, вісника або постійного повіреного у справах, підтвердженого агреманом, відповідно до статті 4 Віденської конвенції про дипломатичні відносини. При наданні в'їзних віз для дипломатів, які призначені членами дипломатичного персоналу представництва, вони вважаються персоною ґрата в заяві.
Антонімом до цього терміна є персона нон ґрата (лат. persona non grata). 
В українській літературі вперше було використано в праці Михайла Коцюбинського 1907 року, що так і називалась «Persona grata».